# Конышев, Александр Дмитриевич
Александр Дмитриевич Конышев  (итал. Alexander Konychev; род. 25 июля 1998, Верона, Венеция) — итальянский профессиональный шоссейный велогонщик, российского происхождения, выступающий с 2020 года за команду мирового тура «Mitchelton-Scott».
 Сын советского и российского профессионального велогонщика Дмитрия Конышева.

## Карьера
Гражданин Италии. В 2019 проходил стажировку в велокоманде Dimension Data, выиграл гонку из серии национального Кубка среди андеров Л'Этуаль д'ор, кроме того, показывал стабильные результаты в борьбе с лучшими андерами мира. В 2019 году подписал двухлетний профессиональный контракт с Mitchelton-Scott (2020, 2021).

Александр Конышев: «Для меня шаг в команду Мирового тура – мечта, ставшая реальностью. Я всё ещё не совсем осознал, что это случилось, но очень счастлив, не могу дождаться начала сезона. Думаю, что команда Mitchelton-SCOTT – одна из лучших велокоманд мира. О ней все хорошо отзываются. Я знаю Эдоардо Аффини, который тоже мне сказал, что эта команда – супер. Считаю, что в ней у меня будут лучшие возможности для роста. Мне всё ещё предстоит открыть себя как гонщика, прошло только пять лет с тех пор, как я на велосипеде. Я довольно быстр в спринтах из небольшой группы, также  мне нравится индивидуальная гонка на время, и я люблю атаковать. В первый год в профессионалах, конечно, я буду многому учиться, как можно лучше помогать товарищам, а также совершенствоваться. И почему бы не попробовать найти возможности и как можно лучше их использовать?».

## Достижения
2016
2-й на Giro di Basilicata (юниоры)
2018
Тур Новой Каледонии
2-й в генеральной классификации
5a, 7a (ITT) и 7b этапы
2-й Gran Premio Sportivi Poggio alla Cavalla U23
2-й Circuito Castelnovese U23
2-й Чемпионат Италии — командная гонка с раздельным стартом U23
5-й Чемпионат Италии — индивидуальная гонка U23
2019
1-й Л'Этуаль д'ор U23
2-й Coppa Collecchio U23
4-й Кубок Бернокки
5-й Чемпионат Италии — индивидуальная гонка U23
6-й Гран-при Исберга